# Oberndorf (Apolda)
Oberndorf is een  dorp in de Duitse gemeente Apolda in het landkreis Weimarer Land in Thüringen. Het dorp wordt voor het eerst genoemd in een oorkonde uit 876. Oberndorf werd in 1993 toegevoegd aan de gemeente Apolda.